# نسكاجيرفي
نسكاجيرفي هي بحيرة تقع في بلدية كوفولا، في شرق فنلندا. وهي بحيرة متوسطة الحجم تقع في منطقة مستجمعات المياه الرئيسي كيميوكي .حيث تقع في منطقة سافو الجنوبية وبلدية جيوفا. وفي فنلندا هناك 10 بحيرات تحت أسم نسكاجيرفي ولكن هذه البحيرة تعتبر أكبر واحدة فيهم.